# Sophie Reiml
Sophie Reiml (* 2. Oktober 1995 in Bad Aibling) ist eine deutsche Schauspielerin.

## Leben
Reiml studierte am Max-Reinhardt-Seminar in Wien Schauspiel. Dort schloss sie als Diplom-Schauspielerin ab. Seit 2018 spielt sie die Rolle der Sarah Brandl in Dahoam is Dahoam. Im Jahr 2019 wirkte sie an einer Folge des Komödienstadels mit. Im Jahr 2022 wirkte sie in dem Kurzfilm Neu geboren mit.

## Filmografie
- seit 2018: Dahoam is Dahoam (Fernsehserie)
- 2019: Der Komödienstadel (1 Folge)
- 2022: All das ... und mehr (Kurzfilm)
- 2022: Neu Geboren (Kurzfilm)